# Ế
Ế (minuscule : ế), appelé E accent circonflexe accent aigu, est une lettre latine utilisée dans l’écriture du vietnamien.
Il s’agit de la lettre E diacritée d’un accent circonflexe et d’un accent aigu.

## Utilisation
En vietnamien, le E circonflexe ‹ Ê, ê › représente la voyelle /e/ et l’accent aigu indique un ton haut montant.

## Représentations informatiques
Le E accent circonflexe accent aigu peut être représenté avec les caractères Unicode suivants : 
- précomposé et normalisé NFC (latin étendu additionnel)[1] :

| formes    | représentations | chaînes de caractères | points de code | descriptions                                                |
| --------- | --------------- | --------------------- | -------------- | ----------------------------------------------------------- |
| capitale  | Ế               | Ế                     | U+1EBE         | lettre majuscule latine e accent circonflexe et accent aigu |
| minuscule | ế               | ế                     | U+1EBF         | lettre minuscule latine e accent circonflexe et accent aigu |

- décomposé et normalisé NFD (latin de base, diacritiques) :

| formes    | représentations | chaînes de caractères | points de code       | descriptions                                                                     |
| --------- | --------------- | --------------------- | -------------------- | -------------------------------------------------------------------------------- |
| capitale  | Ế               | E◌̂◌́                   | U+0045 U+0302 U+0301 | lettre majuscule latine e diacritique accent circonflexe diacritique accent aigu |
| minuscule | ế               | e◌̂◌́                   | U+0065 U+0302 U+0301 | lettre minuscule latine e diacritique accent circonflexe diacritique accent aigu |